# Basílica de la Nativitat
La Basílica de la Nativitat a Betlem és una de les esglésies més antigues operant de forma contínua del món. L'estructura està construïda sobre la cova que la tradició marca com el lloc de la Nativitat de Jesús, considerada sagrada. És el primer indret Patrimoni de la Humanitat de la UNESCO de Palestina des del 2012 i en perill des del mateix any.
L'església és administrada per l'església romànica, grega ortodoxa i armènia apostòlica de forma conjunta.
La primera església fou iniciada per Santa Helena, mare de l'emperador Constantí I el Gran, acabada l'any 333 i reconstruïda el 565 per Justinià I després que fos cremada. La llegenda afirma que durant la conquesa persa el comandant Còsroes II permeté salvar l'església commogut per una imatge dels Tres Reis Mags d'Orient que tenien estètica persa. Durant les croades es feren reparacions i ampliacions del complex, inclòs dins del Regne de Jerusalem. L'església fou una de les causes de la intervenció francesa durant la Guerra de Crimea en contra dels russos